# Sandra Jayat
Sandra Jayat (Moulins, 13 de mayo de 1939-París, 19 de febrero de 2025)[cita requerida] fue una poeta, escritora y pintora gitana francesa. 

## Biografía
Jayat nació de padres gitanos en 1939 en el departamento francés de Allier, mientras que otras fuentes fijan su nacimiento en la frontera entre Francia e Italia. A los 15 años, huyendo del matrimonio que le imponía la tradición, abandonó su campamento gitano. Al llegar a París, comenzó a pintar para poder mantenerse. Herbes Manouches, su primera colección de poemas, apareció en 1961 ilustrada por Jean Cocteau, a la que siguió una segunda obra Lunes nomades de Éditions Seghers.
En 1972, lanzó un disco en el que leía sus poemas, acompañada de música original del compositor y guitarrista Django Reinhardt. A principios de la década de 1970, comenzó a exponer su obra pictórica en las galerías Ades y Castiglione de París. A partir de 1983, participó en la Bienal de Bellas Artes del Grand Palais y, en 1985, pasó a ser presidenta de la primera exposición mundial de Arte gitano en la Conciergerie de París.
En 1991, el Museo de Artte Sacro "Santa Apolonia" de Venecia le dedicó una exposición retrospectiva (1977-1991), que posteriormente se exhibió también en el Museo de Arte Moderno de Beijing, en el Centro Jacob Jarvis de Nueva York, en el Museo de Herzliya en Israel y en París en la galería Carrousel du Louvre, la galería Furstenberg, la galería Art'et Miss, la iglesia de la Madeleine y el Museo Antoine Bourdelle.
Sandra Jayat vive en París. Sus pinturas se exhiben permanentemente en la galería BernArt en Amberes.

## Reconocimientos
Ferviente promotora de la cultura gitana en todo el mundo, su labor artística ha sido galardonada con numerosos premios. Caballero de la Legión de Honor, es miembro de la Société nationale des beaux-arts (Sociedad Nacional de Bellas Artes) y de la Société des gens de lettres (Sociedad del Pueblo de las Letras). 

## Obra

### Poesía
- Moudravi où va l'amitié, ilustración de Marc Chagall, París, Seghers, 1966.[2]
- Lunes nomades, París, P. Seghers, 1963.[2]
- Herbes manouches, París, la paloma, Editions du Vieux Colombier, 1961.
- Je ne suis pas née pour suivre, Edición Philippe Auzou, 1983.

### Cuentos
- Le Roseau d'argent (1973).
- Les Deux lunes de Savyo (1972) dibujos de Jean-Paul Barthe.
- Kourako (1972) ilustraciones de Jean-Paul Barthe.

### Novelas
- La Zingarina ou l'herbe sauvage, París, Max Milo, 2010.[4]
- Les Racines du temps, Cergy-Pontoise, Ed. Puntos suspensivos, 1998.[5]
- El Romanes, París, Magnard, 1986.[6]
- La Longue Route d'une Zingarina, ilustraciones de Giovanni Giannini, París, Bordas, 1978.[7]

### Discos
- Suzanne Gabriello, Suzanne Gabriello, Unidisc UD 30 1257, 1974.
- Yves Mourousi, Sandra Jayat, La Pastoral de los Gitanos, Unidisc UD 30 1307, 1976.